# ベトナム共和国空軍
ベトナム共和国空軍(ベトナム語：Không lực Việt Nam Cộng hòa / 空力越南共和 – KLVNCH, 英語：Vietnam Air Force - VNAF)とは、1955年から1975年までベトナム共和国(南ベトナム)が有した空軍である。その起源はベトナム国時代にフランス軍による教育を受けた少数のパイロット達まで遡り、1974年頃までには世界第6位の戦力と規模を誇る空軍に成長を果たした。1975年のサイゴン陥落後に解体され、将兵の多くはアメリカ合衆国に亡命した。

## 歴史
1949年3月、ベトナム国の元首バオ・ダイはフランス軍に対して航空戦力編成に関する援助を要求した。この背景には、第二次世界大戦中にフランス空軍にてB-26の操縦士を務めたグエン・ヴァン・ヒン中佐らによる圧力があったという。1952年3月、ニャチャンに航空訓練学校が設置され、翌年には陸軍航空隊としてMS.500多用途連絡機による2個飛行隊の編成が行われた。1954年にはMD 315輸送機が少数ながら配備され、航空訓練学校のパイロット候補生らはより高度な訓練を受けるべくフランスへ送られるようになる。1954年5月、ディエンビエンフーの戦いでの大敗を経て第一次インドシナ戦争におけるフランスの敗北が確定的なものとなった。1955年1月31日、独立した空軍の設置が行われる。1956年ごろまではフランス人の軍事顧問も多く残留しており、この頃に引き渡された69機のF8F戦闘機は1950年代のベトナム国及びベトナム共和国における主力戦闘機として活躍した。

## 戦歴
ベトナム戦争におけるベトナム共和国側の主要な航空作戦はアメリカ軍によって行われた。北ベトナムに対する空爆にも参加していたが、その規模はごく基本的なレベルに留まっていた。アメリカ軍は1956年5月から南ベトナムにおける空軍組織に対する訓練および支援を行なっており、1963年6月17日にはアメリカ空軍にて共和国空軍の支援を目的とした第19戦術航空支援中隊の編成が行われた。またH-19およびH-34ヘリコプターの供給が行われていた他、同じくアメリカ製のT-28練習機は黎明期の共和国空軍において軽攻撃機として運用されていた。
最初に保有したジェット機は1965年に供与されたB-57であった。同年10月には最初の近代的ヘリコプターとしてUH-1ヘリコプターを受領している。その後もA-1攻撃機やA-37攻撃機、F-5戦闘機などがアメリカ軍から供与されている。1972年後半の段階で、共和国空軍は500機のヘリコプターによる18個飛行隊を組織しており、これは当時世界最大規模のヘリコプター航空隊であると見なされていた 。
1972年にはグエン・バン・チュー大統領がF-4戦闘機の供給を要求したが、これはアメリカ側によって拒否されている。北ベトナム軍がケサン付近に対空ミサイル陣地の構築を始めると、共和国空軍はレーダー妨害装置やミサイル陣地を攻撃する為の地上攻撃誘導支援システムなどの欠如に悩まされた。北ベトナム空軍がほとんどアメリカ・南ベトナム側への爆撃を行わなかった為、共和国空軍は任務の中でも地上軍に対する航空支援に重点を置いていた。

## ベトナム共和国陥落

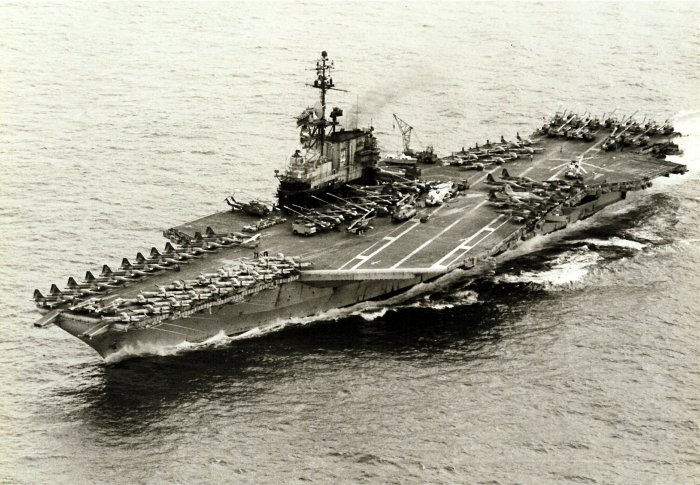
米空母ミッドウェイ。タイへの脱走に成功した共和国空軍の航空機をグアムへと輸送する

1975年、政府機能が事実上崩壊した後も共和国軍は各所で抵抗を続けていた。例えばロンカンでは陸軍部隊が非常に劣勢ながら北ベトナム軍に応戦しており、共和国空軍も支援の為に展開した。共和国空軍はCH-47ヘリコプターを用いて193トンもの砲弾を陸軍部隊へと送り届けたほか、A-1とC-130を用いて15000ポンドのデイジーカッター爆弾を投下した。この折、スアンロク近辺に展開した北ベトナム軍から激しい対空砲火を受けている。
4月28日、元共和国空軍パイロットでダナン陥落後に北ベトナム側へ寝返っていたグエン・タイン・チュンがA-37攻撃機を盗み出しタンソンニャット空軍基地の滑走路へMk81爆弾6発を投下、多数の航空機を破壊した。共和国空軍は急ぎF-5戦闘機を出撃させたものの、このA-37を発見する事はできなかった。チュンは入隊時よりベトコンのシンパとして活動しており、この事件に先立つ4月4日には独立宮殿への爆撃を行っている。
4月29日未明には統制の崩壊が始まる。タンソンニャット空軍基地に残存していた各種航空機は命令が無いまま無計画に離陸して隣国タイへと逃げ出し、またヘリコプター部隊も脱出作戦中のアメリカ艦隊 (TF-76) の元へと向かった。同日午前8時、空軍総司令官チャン・バン・ミン中将 (Tran Van Minh) が幕僚30名を引き連れて脱出を図り、共和国空軍の統制は完全に失われた。
しかし、その後も一部部隊は北ベトナム軍に対する抵抗を続けた。例えば第821攻撃飛行隊のチャン・バン・タイン中尉 (Trang van Thanh) を機長とするAC-119Kは4月28日と29日の深夜に照明弾を投下し、付近の北ベトナム軍に対し攻撃を加えている。また4月29日にはチュオン・ファン少佐 (Truong Phung) 率いる2機のA-1攻撃機がタンソンニャットの2500フィート上空で警戒飛行を開始したが、後に撃墜されている。29日午前7時、AC-119Kがタンソンニャット東にてSA-7ミサイルの集中攻撃を受けて撃墜された。
一方、ビントゥイ空軍基地も火砲やロケットによる散発的な攻撃を受けながら抵抗を続けていた。同基地は4月29日から4月30日朝にかけて、複数のA-37を出撃させてサイゴンを目指す北ベトナム軍への攻撃を加えている。この出撃は記録されている限り、最後の公的な攻撃任務であったとされる。ズオン・バン・ミン大統領が降伏を宣言した後、残存のパイロットらは武装解除した航空機に乗せられるだけの人員を乗せてタイのウタパオ空軍基地へと撤退した。

## 主な装備

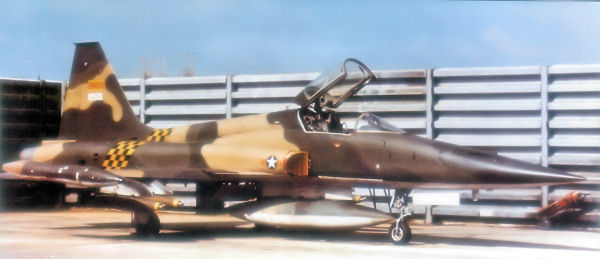
F-5C

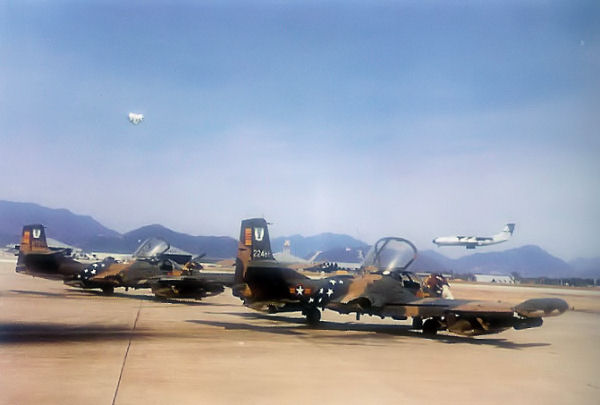
A-37B

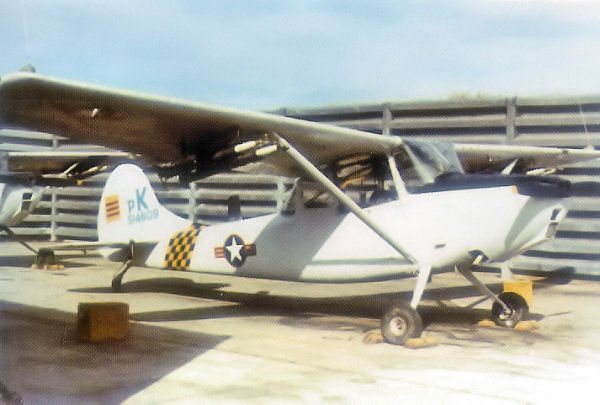
O-1

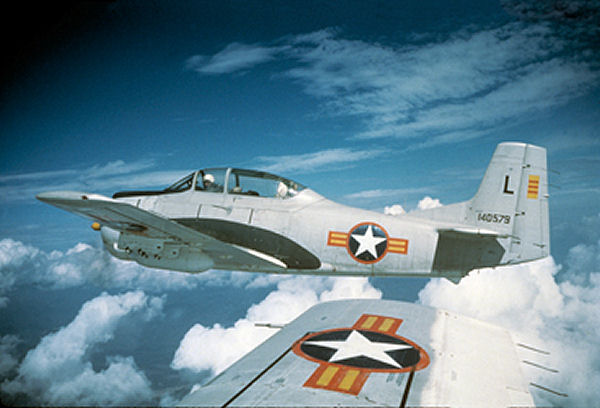
T-28

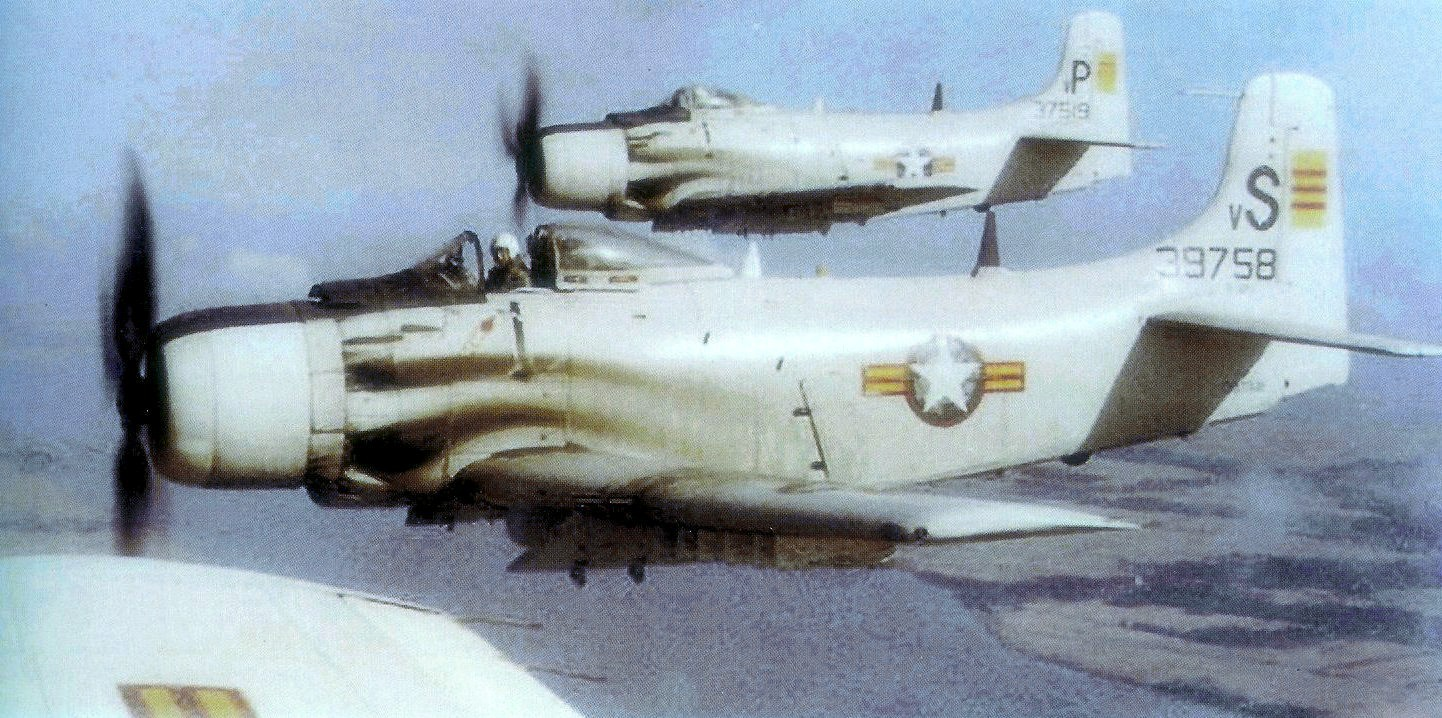
A-1H

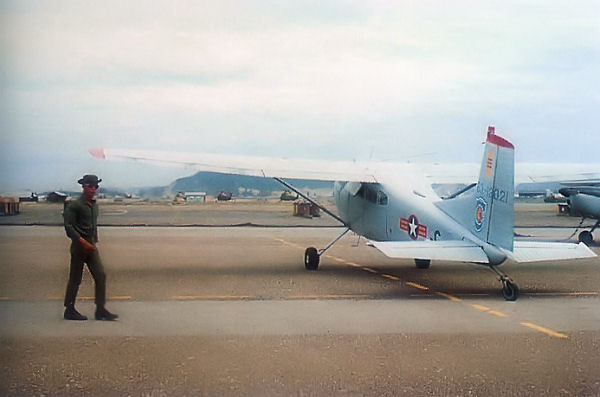
Cessna U-17A

攻撃機
- A-1
- A-37
- AC-47
- AC-119

爆撃機
- B-26 – ファームゲート作戦（英語版）の際に提供。
- B-57 – 米空軍からの訓練用貸与。戦闘には使用されなかった。

戦闘機
- F8F
- F-5A/B/C/E

偵察・観測機
- RC-47
- RF-5A
- L-19/O-1A
- O-2A
- MS 500

回転翼機
- AS-318
- AS-319
- UH-1
- H-19
- H-34
- CH-47

訓練機
- PL-1（英語版）
- T-6
- T-28 – ファームゲート作戦の際に提供。
- T-37
- T-41

輸送機・多用途機
- L-26
- C-7
- C-45
- C-47
- DC-6/C-118
- C-119
- C-123
- C-130
- MD 315
- U-6
- U-17A/B
- RC-3 シービー
- C-212